# Shin'ichirō Sawai
Shin'ichirō Sawai (澤井 信一郎?, Sawai Shin'ichirō; Hamamatsu, 16 agosto 1938 – Tokyo, 3 settembre 2021) è stato un regista e sceneggiatore giapponese.

## Biografia
Sawai nasce nel 1938 a Hamamatsu, nella prefettura di Shizuoka, in Giappone. Studia tedesco all'Università di lingue straniere di Tokyo, dalla quale si laurea nel 1961. Inizia a lavorare per la Toei Company come assistente alla regia sotto l'egida di registi quali Masahiro Makino e Norifumi Suzuki. Nella seconda metà degli anni settanta collabora anche alla sceneggiatura di alcuni film della saga cinematografica Torakku yarō. Il suo debutto come regista risale al 1981, con la pellicola Nogiku no hana, con protagonista Seiko Matsuda.
Nel 1985 viene insignito del Directors Guild of Japan Award al miglior regista emergente per la pellicola Sōshun monogatari, mentre nel 1986 vince l'Award of the Japan Academy al miglior regista per il film Maison Ikkoku.

## Filmografia

### Regista
- Nogiku ho hana (野菊の墓?) (1981)
- W no higeki (Wの悲劇?) (1984)
- Sōshun monogatari (早春物語?) (1985)
- Maison Ikkoku (めぞん一刻?) (1986)
- Koibito-tachi no jikoku (恋人たちの時刻?) (1987)
- Love story o kimi ni (ラブ・ストーリーを君に?) (1988)
- Fukuzawa Yukichi (福沢諭吉?) (1991)
- Waga ai no uta: Taki Rentarō monogatari (わが愛の譜 滝廉太郎物語?) (1993)
- Nihon'ichi mijikai "haha" e no tegami (日本一短い「母」への手紙?) (1995)
- Shigure no ki (時雨の記?) (1998)
- Koinu Dan no monogatari (仔犬ダンの物語?) (2002)
- 17-sai - Tabidachi no futari (17才 〜旅立ちのふたり〜?) (2003)
- The Blue Wolf: To the Ends of the Earth and Sea (蒼き狼 地果て海尽きるまで?, Aoki Ōkami: chi hate umi tsukiru made) (2007)

### Sceneggiatore
- Torakku yarō: Goiken muyō (御意見無用?), regia di Norifumi Suzuki (1975)
- Torakku yarō: Bakusō ichiban hoshi (爆走一番星?), regia di Norifumi Suzuki (1975)
- Torakku yarō: Bōkyō ichiban hoshi (望郷一番星?), regia di Norifumi Suzuki (1976)
- Torakku yarō: Dokyō ichiban hoshi (度胸一番星?), regia di Norifumi Suzuki (1977)
- Mahjong hōrōki (麻雀放浪記?), regia di Makoto Wada (1984)
- W no higeki (Wの悲劇?) (1984)
- Waga ai no uta: Taki Rentarō monogatari (わが愛の譜 滝廉太郎物語?) (1993)
- Nihon'ichi mijikai "haha" e no tegami (日本一短い「母」への手紙?) (1995)
- Shigure no ki (時雨の記?) (1998)